# Bryum laxelimbatum
Bryum laxelimbatum là một loài rêu trong họ Bryaceae. Loài này được Hampe ex Ochi mô tả khoa học đầu tiên năm 1968.